# El verano más largo del mundo
El verano más largo del mundo es una película argentina del género comedia realizada en el año 2022 y dirigida por Alejandra Lipoma y Romina Vlachoff. El rodaje de la película se realizó íntegramente en la provincia de Córdoba, con un equipo de profesionales de Córdoba, Buenos Aires y Chaco. Su estreno mundial fue el 21 de abril de 2024 en la edición 25 de BAFICI, Buenos Aires Festival Internacional de Cine Independiente.

## Sinopsis
A sus 30 años, Camila está atravesando una crisis. Todo en su vida parece desmoronarse, crecer es más difícil de lo que esperaba. Julián, su mejor amigo, le propone retomar su carrera y trabajar en una obra de teatro en un parque de diversiones. Juntos vivirán un verano memorable.

## Elenco
- Jazmín Carballo interpreta a Camila
- Santiago Zapata interpreta a Julian
- Eduardo Leyrado interpreta a Oscar
- Ramiro Méndez Roy interpreta a Horacio
- Lucía Castro interpreta a Vicky
- Cristobal Lopez Baena interpreta a Charly

## Equipo Técnico
- Guion: Alejandra Lipoma, Romina Vlachoff
- Dirección de fotografía: Nadir Medina
- Corrección de Color: Virginia Vallés
- Montaje: Álvaro Artero
- Dirección de arte: Victoria Carranza, María José Cisneros
- Sonido: Patricio Martín Tosco
- Música: Andrés Lezin, Fonez, Jorge Albella, Ministerio de Obras Públicas
- Intérpretes: Jazmín Carballo, Santiago Zapata, Eduardo Leyrado, Ramiro Méndez Roy, Lucía Castaños
- Producción: Antonella Riga, Carla Briasco
- Producción ejecutiva: Antonella Riga, Carla Briasco, Santiago Zapata

## Premios y Festivales
| Festival                                        | Año  | Categoría             |
| ----------------------------------------------- | ---- | --------------------- |
| Festival Internacional de Cine de Mar del Plata | 2023 | Work in Progress      |
| LABEX                                           | 2023 | Work in Progress      |
| BAFICI                                          | 2024 | First Films           |
| FICIC                                           | 2024 | Invitación de la casa |